# Emilio Cinense
Emilio Cinense y Abera (Guimba, 2 september 1911 - 5 mei 1978) was een Filipijnse rooms-katholieke geestelijke. Cinense was ruim 21 jaar bisschop (en later aartsbisschop) van San Fernando.
Cinense werd op 6 april 1935 tot priester gewijd. Op 15 maart 1957 werd hij, op 45-jarige leeftijd, benoemd tot tweede bisschop van het bisdom San Fernando als opvolger van Cesare Marie Guerrero. Toen dit bisdom op 17 maart 1975 werd verheven tot aartsbisdom, werd Cinense benoemd tot de eerste aartsbisschop. Na zijn overlijden op 5 mei 1978 werd hij als aartsbisschop opgevolgd door Oscar Cruz..